# Dichochrysa zelleri
Dichochrysa zelleri is een insect uit de familie van de gaasvliegen (Chrysopidae), die tot de orde netvleugeligen (Neuroptera) behoort. 
Dichochrysa zelleri is voor het eerst wetenschappelijk beschreven door Schneider in 1851.